# Nikolas Neokleous
Nikolas Neokleous (Grieks: Νικόλας Νεοκλέους) (8 mei 1989) is een Cypriotisch voormalig voetbalscheidsrechter. Hij was in dienst van FIFA en UEFA tussen 2019 en 2021. Ook leidde hij van 2015 tot 2022 wedstrijden in de A Divizion.
Op 13 september 2015 leidde Neokleous zijn eerste wedstrijd in de Cypriotische nationale competitie. Tijdens het duel tussen Agia Napa en Nea Salamis Famagusta (1–3) trok de leidsman viermaal de gele kaart. In Europees verband debuteerde hij tijdens een wedstrijd tussen Hajduk Split en Gzira United in de eerste voorronde van de Europa League; het eindigde in 1–3 en Neokleous gaf drie gele kaarten. Zijn eerste interland floot hij op 7 september 2021, toen Noorwegen met 5–1 won van Gibraltar in een kwalificatiewedstrijd voor het WK 2022. Kristian Thorstvedt, Erling Braut Håland (driemaal) en Alexander Sørloth scoorden voor Noorwegen en de tegentreffer kwam van Reece Styche. Tijdens dit duel gaf Neokleous twee gele kaarten.

## Interlands
| Datum            | Plaats          | Wedstrijd             | Uitslag | Competitie           | Kreeg geel | Kreeg voor de tweede keer geel en dus rood | Weggestuurd |
| ---------------- | --------------- | --------------------- | ------- | -------------------- | ---------- | ------------------------------------------ | ----------- |
| 7 september 2021 | Oslo, Noorwegen | Noorwegen – Gibraltar | 5 – 1   | WK 2022 kwalificatie | 2          | 0                                          | 0           |